# Watergate (Stargate SG-1)
Watergate (Portal acuático en Latinoamérica, La puerta acuática en España) es el séptimo episodio de la cuarta temporada de la serie de televisión de ciencia ficción Stargate SG-1, y el septuagésimo tercer capítulo de toda la serie. 

## Trama
En el SGC, el SG-1 está a punto de salir en una importante misión, cuando misteriosamente el 7.º símbolo no se acopla. Carter concluye que no pueden marcar debido a que existe otro Portal activo en la Tierra. Para comprobarlo buscan indicios de actividad sísmica reciente en el mundo (similar a la ocurrida cuando activaron la Puerta en la Antártica), y hallan una perturbación ocurrida hace poco en Siberia, Rusia. 
Pronto, los rusos revelan que lograron recuperar el Stargate de Gizeh que estaba a bordo de la nave de Thor y hacerlo funcionar. Sin embargo, han perdido todo contacto con la base en donde se hallaba el Portal. A petición de la Dra. Rusa Svetlana Markov, el SG-1 es enviado con ella a averiguar por qué. Al llegar a la base, descubren que todo el personal está muerto. Más adelante, Markov concluye que murieron debido a un gas venenoso que poseía la base en caso de emergencia. Luego, al leer los archivos recientes, Markov descubre que el agujero de salida establecido por el Portal está activo desde ayer.
La doctora les dice que el Portal del planeta discado, se encuentra bajo el agua, y que además ésta posee extrañas propiedades de energía. Dice que trajeron una muestra, pero que ahora desapareció. Al parecer estuvieron experimentando con el agua, antes de que ella volviera de Moscú, pero lo que ocurrió exactamente es desconocido.
Pronto concluyen que la señal de una sonda dejada en el mundo acuático, junto con la energía generada por el agua de allí, es lo que mantiene al Stargate activado. Para desactivar la sonda, Markov, Daniel y Carter viajan al planeta en un minisubmarino. Al hacerlo, el Portal se cierra de inmediato. Mientras tanto O'Neill y Teal'c encuentran al Coronel Maybourne en un congelador, inmóvil. Sin embargo cuando lo sacan de allí él revive y comienza a escupir gran cantidad de agua. Casi inmediatamente, Maybourne reacciona y les dice que se alejen. En ese momento, el agua que expulsó se transforma en gas, y se mete en Teal'c quien comienza a caminar en dirección al Portal. Maybourne explica a O'Neill que la muestra de agua traída "está viva". Al sacarla, se transformó en gas e infectó a varias personas, incluyéndolo. Estos seres querían volver a su mundo, pero el personal no se los dejó. Al final el comandante de la base ordenó liberar el gas venenoso, matando a todos. Maybourne logró salvarse, gracias a que los seres en su cuerpo reaccionaron a tiempo, metiéndose en el congelador.
Mientras tanto, en el mundo acuático, Markov, Daniel y Carter, quedan atrapados en el fondo del mar, cuando el mini-submarino misteriosamente queda varado. Daniel pronto se da cuenta de que quizás el agua está literalmente viva. Debido a la presión del agua el vidrio se quiebra, pero inexplicablemente ésta no entra. Al acercarse para tocarla, Daniel es tirado hacia fuera, junto con Markov y Carter, que trataban de impedirlo.
En la base, en tanto, a pesar de los intentos de O'Neill, Teal'c logra activar la Puerta Estelar, y los seres acuáticos salen de él y pasan por el Portal. Casi de inmediato, el Portal vuelve activarse, y Markov, Daniel y Carter regresan. Aunque ninguno entiende lo ocurrido, O’Neill termina diciendo que, al parecer, “intercambiaron rehenes”. El Programa Stargate ruso se cierra, y Maybourne es arrestado.

## Artistas invitados
- Marina Sirtis como la Dra. Svetlana Markov.
- Tom McBeath como el coronel Maybourne.
- Gary Jones como Walter Harriman.
- Darryl Scheelar como copiloto.